# Алибекова, Хадиджа Аладдин кызы
Хадиджа Аладдин кызы Алибекова (азерб. Xədicə Ələddin qızı Əlibəyova; 1884, Тифлис — 1961, Баку) — редактор первого женского журнала на азербайджанском языке.

## Биография

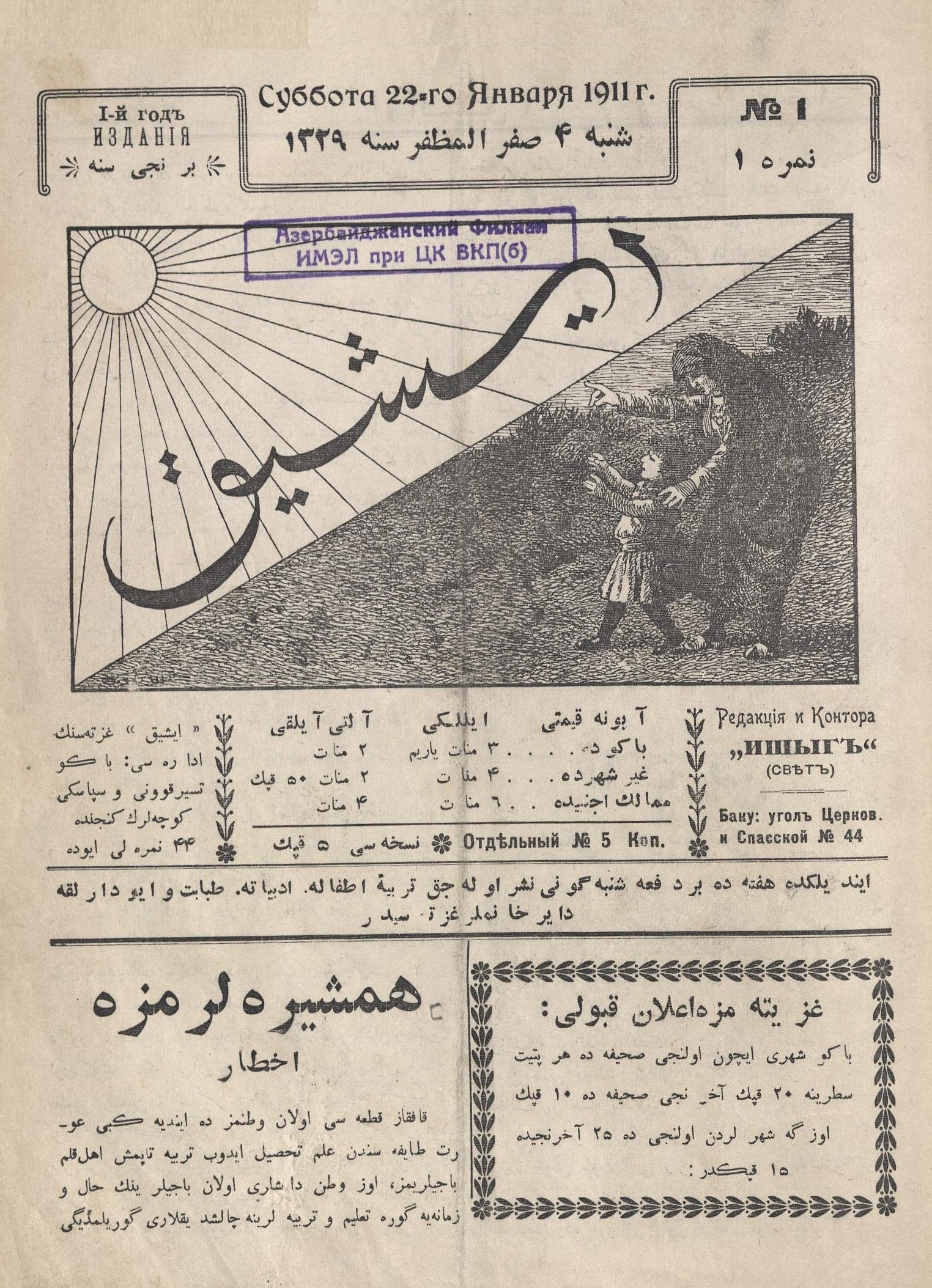
Первый номер журнала «Ишыг», 22 января 1911 года

Хадиджа Алибекова (урожденная Субхангулиева) родилась в 1884 году в Тифлисе в семье священника. Начальное образование получила в русской женской гимназии, затем была принята в Закавказский Ольгинский институт акушерства и гинекологии.
В 1920-1946 годах жила в Шеки и работала врачом-гинекологом.

### Семья
Муж —  Мустафа бек Алибеков

### Деятельность в «Ишыг»
Издание женского журнала «Ишыг» («Свет») началось с выходом первого номера еженедельного журнала 22 января 1911 года. Издателем газеты был публицист и адвокат Мустафа-бек Алибеков, а редактором — Хадиджа Алибекова. Материальную поддержку для издания газеты оказывал Гаджи Зейналабдин Тагиев. Всего было опубликовано 68 номеров.

### Смерть
Скончалась в 1961 году в Баку.